# Lista obiectivelor din Iași
Această listă prezintă cele mai importante obiective din municipiul Iași.

## Lăcașuri de cult

### Ortodoxe
- Catedrala mitropolitană din Iași
- Mănăstirea Bucium
- Mănăstirea Cetățuia
- Mănăstirea Frumoasa
- Mănăstirea Galata
- Mănăstirea Golia
- Mănăstirea Podgoria Copou
- Mănăstirea "Sf. Trei Ierarhi"
- Mănăstirea Vlădiceni
- Biserica "Sf. Nicolae Domnesc"
- Biserica Bărboi
- Biserica "Sf. Apostoli Petru și Pavel - Moara de Vânt" din Iași
- Biserica Sfântul Sava
- Biserica Sfântul Spiridon
- Biserica Barnovschi

### Ortodoxe de rit vechi
- Biserica lipovenească din Iași

### Armenești
- Biserica Armenească

### Romano-Catolice
- Catedrala Romano-Catolică Veche
- Catedrala Romano-Catolică Nouă
- Biserica "Sf. Anton de Padova"
- Biserica "Sf. Tereza a Pruncului Isus"

### Mozaice
- Sinagoga Mare din Iași

## Monumente și statui

### Monumente
- Crucea lui Ferentz
- Monumentul lui Grigore Ghica III
- Monumentul Unirii
- Obeliscul cu lei din Iași
- Mausoleul Eroilor din Iași
- Monumentul Eroilor din Bucium
- Obeliscul amplasat pe locul Teatrului evreiesc Pomul Verde din Iași
- Baia Turcească din Iași

### Statui
| Nume                                        | Data dezvelirii                              | Autor                                         | Detalii                                                                                             | Imagine |
| ------------------------------------------- | -------------------------------------------- | --------------------------------------------- | --------------------------------------------------------------------------------------------------- | ------- |
| Statuia lui Vasile Alecsandri (1821-1890)   | 15 octombrie 1906                            | Wladimir C. Hegel                             | Localizată în fața Teatrului Național "Vasile Alecsandri" din Iași. Realizată din bronz.            |         |
| Statuia lui Gheorghe Asachi (1788-1869)     | 14 octombrie 1890                            | Ion Georgescu                                 | Localizată în curtea Școlii "Gheorghe Asachi" din Iași. Realizată din marmură albă de Carrara.      |         |
| Statuia Cavaleristului în atac              | 29 mai 1927                                  | Ion C. Dimitriu-Bârlad                        | Localizată în fața magazinului SuperCopou, vizavi de intrarea în Parcul Copou. Realizată din bronz. |         |
| Statuia lui Miron Costin (1633-1691)        | 18 septembrie 1888                           | Wladimir C. Hegel                             | Localizată în fața Filarmonicii din Iași. Realizată din bronz.                                      |         |
| Statuia lui Alexandru Ioan Cuza (1820-1873) | 27 mai 1912                                  | Raffaello Romanelli                           | Localizată în Piața Unirii din Iași. Realizată din bronz.                                           |         |
| Statuia Discobolul                          |                                              |                                               | Localizată în Parcul Expoziției de pe Bulevardul Carol I. Realizată din piatră.                     |         |
| Statuia mitropolitului Dosoftei             |                                              |                                               | |         |
| Statuia lui Mihai Eminescu                  | 1929                                         | Ion Schmidt-Faur                              | Localizată la începutul Bulevardului Carol I. Realizată din bronz.                                  |         |
| Statuia Independenței                       | 1980                                         | Gabriela Manole-Adoc și Gheorghe Adoc         | Localizată în Piața Independenței din Iași. Realizată din bronz.                                    |         |
| Statuia lui Mihail Kogălniceanu             |                                              |                                               | Localizată în fața Universității Alexandru Ioan Cuza.                                               |         |
| Statuia lui Mihai Viteazul                  |                                              |                                               | |         |
| Statuia lui Ștefan cel Mare                 |                                              |                                               | |         |
| Monumentul Unirii                           | 29 mai 1927, reinaugurat la 1 decembrie 1999 | Olga Sturdza, refăcut de Constantin Crengăniș | Localizat în Piața Națiunii din Iași. Realizat din marmură albă.                                    |         |
| Statuia lui A.D. Xenopol                    |                                              |                                               | Localizată în fața Universității Alexandru Ioan Cuza.                                               |         |
| Grupul Statuar al Voievozilor               | 14 octombrie 1890                            | Ion Georgescu                                 | |         |

### Busturi
| Nume                                 | Data dezvelirii   | Autor             | Detalii | Imagine |
| ------------------------------------ | ----------------- | ----------------- | --- | ------- |
| Vasile Alecsandri (1821-1890)        |                   |                   | Localizat în curtea Liceului "Vasile Alecsandri". Realizat din bronz. |         |
| Alexandru Averescu (1859-1938)       | 1999              | Teodor Zamfirescu | Localizat pe Aleea Mareșalilor, în fața Brigăzii 15 Mecanizate din Copou. Realizat din bronz. |         |
| Henri Mathias Berthelot (1861-1931)  |                   |                   | Localizat în Parcul Teatrului Național. Realizat din bronz. |         |
| Sergiu Celibidache (1912-1996)       | 2003              | Dan Covătaru      | Localizat în fața Filarmonicii. Realizat din bronz. |         |
| Cloșca (1747-1785)                   |                   | Vladimir Florea   | Localizat în Parcul Horia, Cloșca și Crișan. Realizat din piatră. |         |
| George Coșbuc (1866-1918)            |                   |                   | Localizat în curtea Școlii Generale nr. 26 "George Coșbuc" din cartierul Dacia. Realizat din bronz. |         |
| Crișan (1733-1785)                   |                   | Vladimir Florea   | Localizat în Parcul Horia, Cloșca și Crișan. Realizat din piatră. |         |
| Slt. p.m. Constantin Donisă (+1992)  | 24 mai 1997       |                   | Localizat în fața Poliției Municipiului Iași. Realizat din bronz. Sergentul major de poliție Constantin Donisă și-a pus viața în pericol, scăpând de la viol o fetiță . El a fost ucis de agresorul copilei, căzând la datorie la 31 ianuarie 1992. A fost avansat post-mortem la rangul de sublocotenent și este considerat erou al Poliției Române. Bustul său a fost sfințit de către IPS Mitropolit Daniel Ciobotea al Moldovei și Bucovinei . |         |
| George Enescu (1881-1955)            | 1976              | Dan Covătaru      | Localizat în Parcul Teatrului Național. Realizat din bronz. |         |
| Mihai Eminescu (1850-1889)           |                   |                   | Localizat în fața monumentului Plopii fără soț. Realizat din bronz. |         |
| Ferdinand I (1865-1927)              | 1996              | Florin Musta      | Localizat pe Aleea Mareșalilor, în fața Brigăzii 15 Mecanizate din Copou. Realizat din bronz. |         |
| Alexandru Flechtenmacher (1823-1898) |                   |                   | Localizat în Parcul Teatrului Național. Realizat din bronz. |         |
| Nicolae Gane (1835-1916)             | 1943              | Richard Hette     | Localizat în Parcul Copou. Realizat din bronz. |         |
| Avraham Goldfaden (1840-1908)        | 27 decembrie 1976 | Iftimie Bârleanu  | Localizat în partea dreaptă a Teatrului Național "Vasile Alecsandri". Realizat din bronz. |         |
| Spiru Haret (1851-1912)              | 1975              | Dan Covătaru      | Localizat în parcul corpului A al Universității "Al.I. Cuza" . Realizat din bronz. |         |
| Calistrat Hogaș (1847-1917)          |                   |                   | Localizat în Parcul Expoziției. Realizat din bronz. |         |
| Horia (1731-1785)                    |                   | Vladimir Florea   | Localizat în Parcul Horia, Cloșca și Crișan. Realizat din piatră. |         |
| José Martí (1853-1895)               |                   |                   | Localizat în parcul din partea dreaptă a Universitatea "Al. I. Cuza". Realizat din piatră. |         |
| Costache Negruzzi (1808-1868)        | 1934              | Ion Mateescu      | Localizat în Parcul Copou. Realizat din bronz. |         |
| Anton Pann (1794-1854)               |                   | Vasile Condurache | Localizat în Parcul Expoziției. Realizat din bronz. |         |
| Constantin Petrescu (1879-1936)      |                   |                   | Localizat în Parcul Expoziției. Realizat din bronz. |         |
| Alexandru Popovici (1866-1941)       |                   |                   | Localizat în Parcul Expoziției. Realizat din bronz. |         |
| Ciprian Porumbescu (1853-1883)       | 1957              | Iftimie Bârleanu  | Localizat în Parcul Copou. Realizat din bronz. |         |
| Constantin Prezan (1861-1943)        | 2000              | Teodor Zamfirescu | Localizat pe Aleea Mareșalilor, în fața Brigăzii 15 Mecanizate din Copou. Realizat din bronz. |         |